# MTV Hammah
Der MTV Hammah von 1922 e. V. ist ein Sportverein aus der niedersächsischen Gemeinde Hammah im Landkreis Stade. Mit über 1000 Mitgliedern zählt er zu den größten Vereinen der Region.

## Geschichte und Sportangebot
Der Verein wurde im Jahr 1922 gegründet und feierte 2022 sein 100-jähriges Bestehen. Der MTV Hammah bietet die Sportarten Fußball, Faustball, Tischtennis, Darts, Gesundheitssport und Fitness sowie Kinderturnen an.

## Faustball
Die Männermannschaft des MTV Hammah wurde im Jahre 2008 deutscher Hallenvizemeister, nachdem sie das Endspiel gegen den TV Vaihingen/Enz mit 1:4 Sätzen verlor. Ein Jahr später konnte sich der MTV Hammah revanchieren und gewann die deutsche Hallenmeisterschaft durch einen 3:0-Finalsieg über den TV Vaihingen/Enz.

## Fußball
Die erste Herrenmannschaft spielt in der Bezirksliga Lüneburg 4. In der Saison 2022/23 wurde sie dort Meister, durfte jedoch nicht in die Landesliga Lüneburg aufsteigen, weil der Verein die Voraussetzungen dafür nicht erfüllte.